# Marco Reguzzoni
Marco Giovanni Reguzzoni (né le 30 mai 1971 à Busto Arsizio) est un homme politique italien, leader de I Repubblicani.

## Biographie
Il a présidé la province de Varese de 2002 à 2008 et a été député lors de la XVIe législature de la République italienne pour la Ligue du Nord (dont il a présidé le groupe parlementaire jusqu'au 26 janvier 2012).